# Catagramma bari
Catagramma bari är en fjärilsart som beskrevs av Charles Oberthür 1912. Catagramma bari ingår i släktet Catagramma och familjen praktfjärilar. Inga underarter finns listade i Catalogue of Life.